# Suillia apicalis
Suillia apicalis är en tvåvingeart som först beskrevs av Friedrich Hermann Loew 1862.  Suillia apicalis ingår i släktet Suillia och familjen myllflugor. Arten har ej påträffats i Sverige. Inga underarter finns listade i Catalogue of Life.